# Фудзівара но Мототосі
Фудзівара но Мототосі (1060 —13 лютого 1142) — середньовічний японський державний діяч, поет періоду Хейан. Прихильник суворого дотримання класичних поетичних канонів.

## Життєпис
Походив з аристократичного роду Північних Фудзівара, гілки клану Фудзівара. Праонук Фудзівара но Мітінаґа, сессьо. Син Фудзівара но Тосііе, Правого міністра, й доньки Такасіна но Нобутарі. Народився 1060 року. Здобув гарну освіту в приватній школі Фудзівара.
Фудзівара но Мототосі досяг молодшого п'ятого рангу, обіймав посаду помічника голови Лівої зовнішньої палацової гвардії (са-емонфу). У 1086 році втратив батька, що негативно вплинуло на придворну кар'єру. Невдовзі залишив службу, зосередившись на поетичній творчості. Втім 1094 року його не було відібрано для участі в поетичному турнірі Кая-но ін сітібан утаавасе («Поетичний турнір у 7 раундів в палаці Кая»), який організовував Фудзівара но Мородзане.
Поетичне визнання настає в часи перебування на троні імператора Хорікава. Знаний суддя на поетичних турнірах 1116, 1118, 1121, 1128, 1133, 1134 років. 1138 року стає буддистським ченцем під ім'ям Какусюн. Помер 1142 року.

## Творчість
З його доробку відомо більше ніж 100 віршів, з яких 3 включено до «Кін'йо вака-сю», також — «Хорікава хяку-сю», «Хякунін-сю», «Сендзай вака-сю». Мав також власну збірку «Мототосі-сю». В творчості протистояв новаторству Мінамото но Тосійорі. Також складав вірші китайською мовою. Ввважав одним з кращих знавцев старої японської поезії. , мав численних учнів, найвідомішим з яких був Фудзівара но Тосінарі.
У 1124 року програв суперництво Мінамото но Тосійорі за укладання нової імператорської поетичної антології. Був укладником поетичної антології «Сінсен роей-сю», де зібрано роей (вокально-інструментальні твори для придворної музики гагаку) і збірки Сін сандзю рокунін касен («Нові 36 поетичних генія»).